# Fabrice Noël
Fabrice Noël (Gressier, 21 luglio 1985) è un ex calciatore haitiano, di ruolo attaccante.

## Carriera

### Club
Dopo aver giocato per una stagione nella massima serie di Haiti, nel 2002 si è trasferito negli Stati Uniti con la famiglia, giocando a livello giovanile nella squadra della Palm Beach Lakes High School fino al 2005; alla fine della sua ultima stagione ha poi iniziato la carriera da professionista nei Colorado Rapids, squadra della MLS. Con i Puerto Rico Islanders ha giocato 8 partite e segnato 3 reti nella CONCACAF Champions League.

### Nazionale
Ha fatto il suo esordio in nazionale nel 2006, partecipando nel 2007 e nel 2009 a due distinte edizioni della CONCACAF Gold Cup, nel 2007 e nel 2009.

## Palmarès

### Club

#### Competizioni nazionali
- Campionato haitiano: 1

RC Haïtien: Cloture 2002